# Amtsgericht Kaukehmen
Das Amtsgericht Kaukehmen war ein preußisches Amtsgericht mit Sitz in Kaukehmen, Ostpreußen.

## Geschichte
Das königlich preußische Amtsgericht Kaukehmen wurde mit Wirkung zum 1. Oktober 1879 als eines von neun Amtsgerichten im Bezirk des Landgerichtes Tilsit im Bezirk des Oberlandesgerichtes Königsberg gebildet. Der Sitz des Gerichtes war Kaukehmen. Aufgehoben wurde das Kreisgericht Kaukehmen. Sein Gerichtsbezirk umfasste aus dem Kreis Niederung die Amtsbezirke Heinrichsfelde, Inse, Karezewischken, Kaukehmen, Lappienen, Norweischen, Rautenburg, Sausseningken, Seckenburg, Stöpen, Tawe, Tawellningken. Am Gericht bestanden 1888 drei Richterstellen. Das Amtsgericht war damit ein mittelgroßes Amtsgericht im Landgerichtsbezirk. Gerichtstage wurden in Kinten gehalten. Mit der Abtrennung des Memellandes 1920 wurde das Amtsgericht Ruß als memelländisches Amtsgericht weitergeführt. Siehe hierzu Gerichtsbarkeit im Memelland (1919–1945). Der Teil des Sprengels, der beim Deutschen Reich verblieb, kam zum Amtsgericht Kaukehmen.
Im Jahre 1945 wurden der Amtsgerichtsbezirk unter sowjetische Verwaltung gestellt und die deutschen Einwohner vertrieben. Damit endete auch die Geschichte des Amtsgerichtes Kaukehmen.